# Кохання в місячному сяйві
Кохання в місячному сяйві (кор. 구르미 그린 달빛) — південнокорейський історичний серіал, що транслювався щопонеділка та щовівторка з 22 серпня по 18 жовтня 2016 року на телеканалі KBS2.

## Сюжет
Королівством Чосон у першій третині XIX століття править ван Сунджо, що має єдиного сина Лі Йона, якого він хоче оголосити кронпринцом. Проте при дворі зовсім не все гаразд: короля навмисне потроху труять, аби стан його здоров'я поступово погіршувався. Змовників очолює прем'єр-міністр Кім, який прагне, щоб його онук Кім Юн Сон зайняв трон і став засновником нової правлячої династії. Втім, Лі Йон надто розумний і розуміє всю небезпеку свого становища та намагається якомога краще підготувати себе до майбутніх викликів. Саме в цей час до палацу потрапляє євнух Ра Он, який дуже відрізняється від інших і якого відразу помічає молодий принц. Пізніше Лі Йон усвідомлює, що закохався в привабливого євнуха, але всіляко жене від себе ці думки.

## Акторський склад

### Головні ролі
- Пак Бо Гом — у ролі Лі Йона. Крон-принц Чосона, який хоче кращого майбутнього для своєї країни, єдиний син короля. Він розумна, кмітлива, непередбачувана людина, до того ж добре розуміється у мистецтві та музиці. Але у палаці повно людей які зовсім не бажають принцу добра.[2][3]
- Кім Ю Чон — у ролі Хон Ра Он/Хон Сам Ном. Донька відомого заколотника, яку мати змушує вдавати з себе хлопця, щоб її не заарештували, бо вся родина знаходиться у розшуку. Вона заробляє собі на життя тим, що пише романи про стосунки чоловіків та жінок. Випадково потрапляє до королівського палацу під виглядом євнуха та стає хорошим другом принца.[4]
- Чон Чін Йон[en] — у ролі Кім Юн Сона. Онук прем'єр-міністра, друг дитинства Лі Йона. Харизматична та урівноважена людина. Стає перед непростим вибором, коли дід пропонує йому участь у змові високопосадовців, мета яких повалення династії Лі.[5]
- Чхе Су Бін — у ролі Чо Ха Йон. Гордовита донька міністру ритуалів, королівська родина обирає її в якості крон-принцеси та майбутньої дружини Лі Йона. Але вона краще впізнавши принца, розуміє що він кохає іншу.[6]
- Квак Дон Йон — у ролі Кім Бьон Йона. Друг дитинства та особистий охоронець Лі Йона, вправно володіє мечем.[7]

### Другорядні ролі

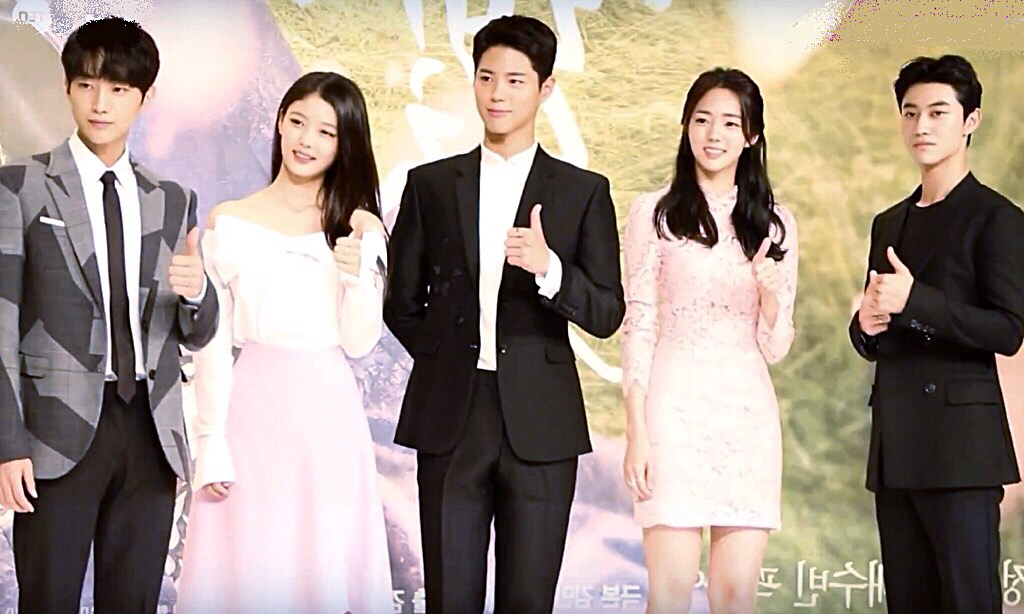
Виконавці головних ролей «Кохання в місячному сяйві» на прес-конференції у серпні 2016 року

#### Королівська родина
- Кім Син Су[en] — у ролі короля Сунджо.
- Чон Мі Сон[en] — у ролі леді Пак Сук Ї. Старша наложниця короля.
- Чон Хє Сон — у ролі принцеси Мьон Ин. Молодша сестра Лі Йона (17 років)[8]
- Хо Чон Ин[en] — у ролі принцеси Йон Ин. Молодша сестра Лі Йона (9 років)

#### Євнухи
- Чан Кван[en] — у ролі євнуха Хана. Головний євнух палацу.
- Лі Чун хьок[en] — у ролі євнуха Чана
- Чо Хї Бон[en] — у ролі євнуха Сона.
- Чхве Де Чхоль[en] — у ролі євнуха Ма.

#### Інші
- Чхон Хо Джін[en] — у ролі прем'єр-міністра Кім Хьона. Дід Кім Юн Сона.
- Лі Де Йон[en] — у ролі Чо Ман Хьона. Міністр ритуалів, батько Чо Ха Йон.

## Рейтинги
- Найнижчі рейтинги позначені синім кольором, а найвищі — червоним кольором.

| Серія            | Прем'єра         | Назва серії                                 | Рейтинг        | Рейтинг      | Рейтинг        | Рейтинг     |
| Серія            | Прем'єра         | Назва серії                                 | TNmS Ratings   | TNmS Ratings | AGB Nielsen    | AGB Nielsen |
| Серія            | Прем'єра         | Назва серії                                 | По всій країні | Сеул         | По всій країні | Сеул        |
| ---------------- | ---------------- | ------------------------------------------- | -------------- | ------------ | -------------- | ----------- |
| 1                | 22 серпня 2016   | Доля місячного сяйва                        | 8,7%           | 10%          | 8,3%           | 9 %         |
| 2                | 23 серпня 2016   | Шлях до тебе                                | 9,3 %          | 10,4 %       | 8,5 %          | 8,8%        |
| 3                | 29 серпня 2016   | Я за тобою                                  | 15,5 %         | 17,9 %       | 16 %           | 17,4 %      |
| 4                | 30 серпня 2016   | Після закінчення гри                        | 17,1 %         | 18,8 %       | 16,4 %         | 16,5 %      |
| 5                | 5 вересня 2016   | Скажи мені своє бажання                     | 16,9 %         | 19,3 %       | 19,3 %         | 20 %        |
| 6                | 6 вересня 2016   | Коли я хочу розповісти нерозгадану таємницю | 17,9 %         | 21 %         | 18,8 %         | 18,9 %      |
| 7                | 12 вересня 2016  | Зізнання                                    | 18,4 %         | 22 %         | 20,4 %         | 20,9 %      |
| 8                | 13 вересня 2016  | Ти нічого не знаєш                          | 16,7 %         | 19,8 %       | 19,7 %         | 20,6 %      |
| 9                | 19 вересня 2016  | Момент коли двері до мого серця відчинилися | 17,9 %         | 20,5 %       | 21,3 %         | 22,4 %      |
| 10               | 20 вересня 2016  | Як казка                                    | 16,2 %         | 18,6 %       | 19,6 %         | 20,2 %      |
| 11               | 26 вересня 2016  | Обіцянка                                    | 18,6 %         | 20,6 %       | 20,7 %         | 20,6 %      |
| 12               | 27 вересня 2016  | Віра стає долею                             | 18,6 %         | 21,1 %       | 20,1 %         | 19,9 %      |
| 13               | 3 жовтня 2016    | Нарешті, прощавай                           | 16,4 %         | 19,2 %       | 18,5 %         | 18,8 %      |
| 14               | 4 жовтня 2016    | Туманна дорога                              | 17,5 %         | 20,1 %       | 18,7 %         | 19,4 %      |
| 15               | 10 жовтня 2016   | Брехня, що схожа на правду                  | 16,9 %         | 18,8 %       | 17,9 %         | 18,5 %      |
| 16               | 11 жовтня 2016   | Світ, про який ти мрієш                     | 17,8 %         | 20,3 %       | 18,8 %         | 17,8 %      |
| 17               | 17 жовтня 2016   | Кінець початку                              | 22,5%          | 24,8 %       | 23,3%          | 23,6%       |
| 18               | 18 жовтня 2016   | Місячне сяйво, розмальоване хмарами         | 21,6 %         | 25,3%        | 22,9 %         | 22,5 %      |
| Середній рейтинг | Середній рейтинг | Середній рейтинг                            | 16,9%          | 19,4%        | 18,3%          | 18,7%       |
| —                | 18 жовтня 2016   | Спеціальний епізод                          | 8,4 %          | 9,3 %        | 8,9 %          | 9,4 %       |

## Сприйняття
Серіал був знятий за однойменною книгою, що вийшла у 2013 році. Драма отримала схвальні відгуки глядачів та кінокритиками у Кореї, середній рейтинг серіалу перевищив 20 %. 19 жовтня 2016 року перед палацом Кьонбоккун, де знімалися деякі сцени серіалу, відбулася зустріч акторів виконавців головних ролей драми зі своїми фанатами, на яку зібралися більш п'яти тисяч осіб. Також серіал був популярний у багатьох азійських країнах, зокрема на Філіппінах

## Нагороди
| Рік  | Нагорода                                | Категорія                                                 | Отримувач                           | Результат | Примітки                                  |
| ---- | --------------------------------------- | --------------------------------------------------------- | ----------------------------------- | --------- | ----------------------------------------- |
| 2016 | 5-та Премія «Зірок МААТР»               | Краща нова акторка                                        | Кім Ю Чон                           | Перемога  | [ 14 ] [ 15 ]                             |
| 2016 | Премія азійський артист                 | Пак Бо Гом                                                | Азійська зірка (актор)              | Перемога  | [ 16 ]                                    |
| 2016 | Премія азійський артист                 | Пак Бо Гом                                                | Краща зірка (актор)                 | Перемога  | [ 17 ]                                    |
| 2016 | Премія азійський артист                 | Краща ікона в драмі                                       | Кім Ю Чон                           | Перемога  | [ 18 ]                                    |
| 2016 | Премія азійський артист                 | Кращий OST                                                | Гаммі («Moonlight Drawn by Clouds») | Перемога  | [ 19 ]                                    |
| 2016 | 30-та Премія KBS драма                  | Головний приз (Daesang)                                   | Пак Бо Гом                          | Номінація | [ 20 ] [ 21 ] [ 22 ] [ 23 ] [ 24 ] [ 25 ] |
| 2016 | 30-та Премія KBS драма                  | Нагорода за високу майстерність (актор)                   | Пак Бо Гом                          | Перемога  | [ 20 ] [ 21 ] [ 22 ] [ 23 ] [ 24 ] [ 25 ] |
| 2016 | 30-та Премія KBS драма                  | Нагорода за майстерність (акторка середньотривалої драми) | Кім Ю Чон                           | Перемога  | [ 20 ] [ 21 ] [ 22 ] [ 23 ] [ 24 ] [ 25 ] |
| 2016 | 30-та Премія KBS драма                  | Кращий актор другого плану                                | Лі Чун Хьок                         | Перемога  | [ 20 ] [ 21 ] [ 22 ] [ 23 ] [ 24 ] [ 25 ] |
| 2016 | 30-та Премія KBS драма                  | Кращий новий актор                                        | Чон Чін Йон                         | Перемога  | [ 20 ] [ 21 ] [ 22 ] [ 23 ] [ 24 ] [ 25 ] |
| 2016 | 30-та Премія KBS драма                  | Netizen нагорода (актор)                                  | Пак Бо Гом                          | Перемога  | [ 20 ] [ 21 ] [ 22 ] [ 23 ] [ 24 ] [ 25 ] |
| 2016 | 30-та Премія KBS драма                  | Кращий юний актор                                         | Чон Юн Сок                          | Перемога  | [ 20 ] [ 21 ] [ 22 ] [ 23 ] [ 24 ] [ 25 ] |
| 2016 | 30-та Премія KBS драма                  | Краща юна акторка                                         | Хьо Чон Ин                          | Перемога  | [ 20 ] [ 21 ] [ 22 ] [ 23 ] [ 24 ] [ 25 ] |
| 2016 | 30-та Премія KBS драма                  | Краща пара                                                | Пак Бо Гом та Кім Ю Чон             | Перемога  | [ 20 ] [ 21 ] [ 22 ] [ 23 ] [ 24 ] [ 25 ] |
| 2017 | 50th Annual WorldFest Houston           | Platinum Remi Award                                       | «Кохання в місячному сяйві»         | Перемога  | [ 27 ]                                    |
| 2017 | 53-тя Премія мистецтв Пексан            | Краща драма                                               | «Кохання в місячному сяйві»         | Номінація | [ 28 ]                                    |
| 2017 | 53-тя Премія мистецтв Пексан            | Найпопулярніший актор телебачення                         | Пак Бо Гом                          | Перемога  | [ 28 ]                                    |
| 2017 | 53-тя Премія мистецтв Пексан            | Найпопулярніша акторка телебачення                        | Кім Ю Чон                           | Перемога  | [ 28 ]                                    |
| 2017 | 12-та Сеульська міжнародна премія драми | Нагорода за високу майстерність                           | «Кохання в місячному сяйві»         | Перемога  | [ 29 ]                                    |
| 2017 | 12-та Сеульська міжнародна премія драми | Видатний корейський актор                                 | Пак Бо Гом                          | Перемога  | [ 29 ]                                    |
| 2017 | 22-га Азійська телевізійна премія       | Кращий драматичний серіал                                 | «Кохання в місячному сяйві»         | Перемога  | [ 30 ]                                    |